# Murgrönsvinda
Murgrönsvinda (Ipomoea hederacea) är en vindeväxtart som först beskrevs av Carl von Linné, och fick sitt nu gällande namn av den nederländsk-österrikiske botanikern Nikolaus Joseph von Jacquin. Enligt Catalogue of Life ingår arten i släktet praktvindor och familjen vindeväxter, men enligt Dyntaxa är tillhörigheten istället släktet praktvindor och familjen vindeväxter. Arten förekommer tillfälligt i Sverige, men reproducerar sig inte. Inga underarter finns listade i Catalogue of Life.
Murgrönsvinda är en ettårig klättrande ört med flera meter långa, håriga stjälkar. Bladen är treflikiga, sällsynt enkla, till 15 cm långa och breda, håriga. Blommorna sitter flera tillsammans i bladvecken, vanligen tre. 
Foderbladen har en bred bas med utstående hår, spetsen är svanslikt utdragen och böjer sig utåt.Kronan är trattlik, vanligen blå eller violett med vitt svalg, ca 3,5 cm lång.
Arten är lik kejsarvinda (I. nil) som dock har större blommor och foderblad som är smala vid basen, utan utböjda spetsar.

## Sorter
- 'Mini Sky Blue' - himmelblå blommor med vitt svalg. Kronan är relativt djupt flikig. Säljs ofta felaktigt under namnet Ipomoea hirsuta.

## Synonymer
För vetenskapliga synonymer, se Wikispecies.

## Odling
Murgrönsvinda förkultiveras inomhus, i mars-april. Kan planteras ut efter avhärdning när risken för frost är över. Kräver bästa möjliga ljus och en näringsrik jord som hålls jämnt fuktig. Näring varje vecka i kruka.

## Bildgalleri

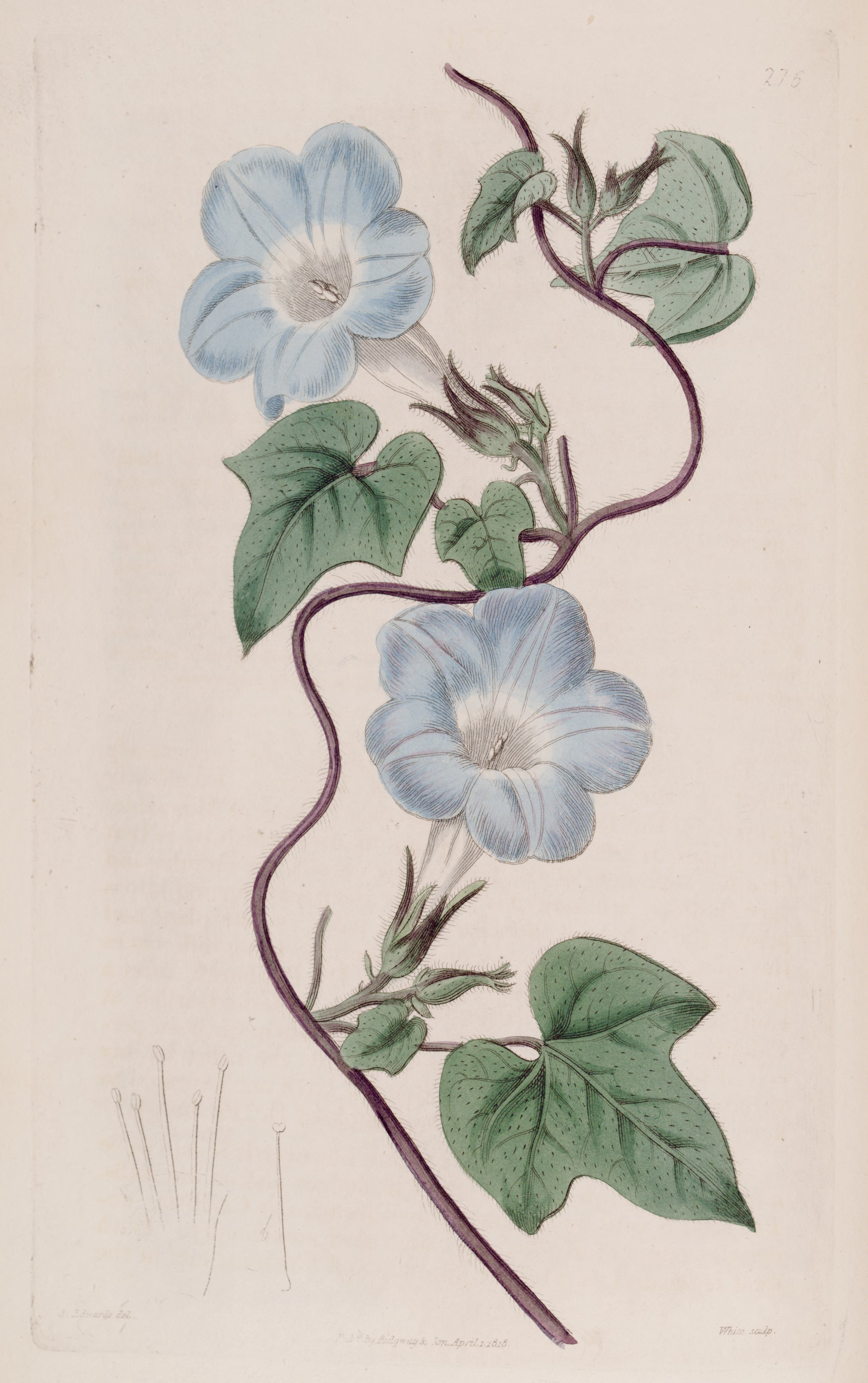
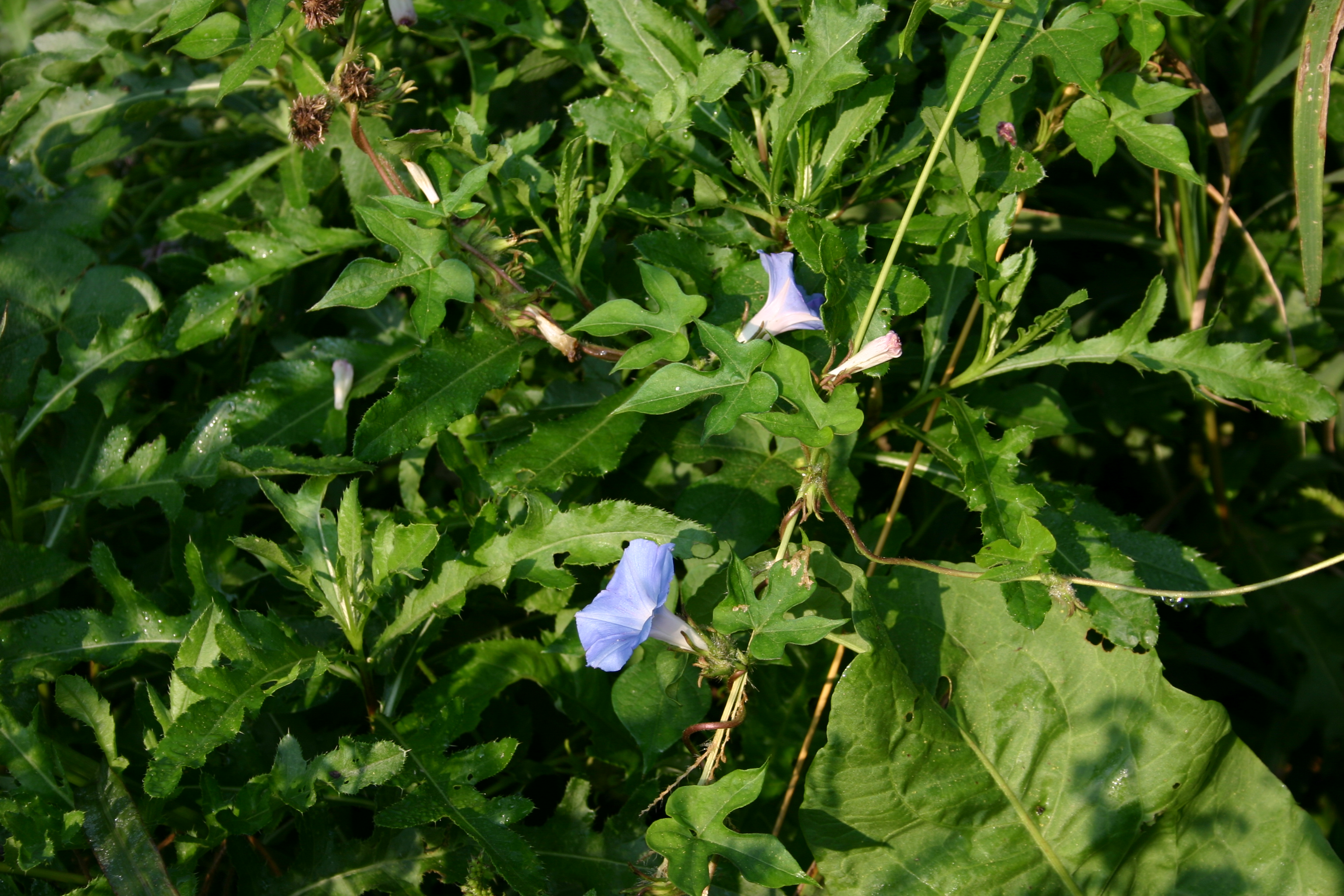
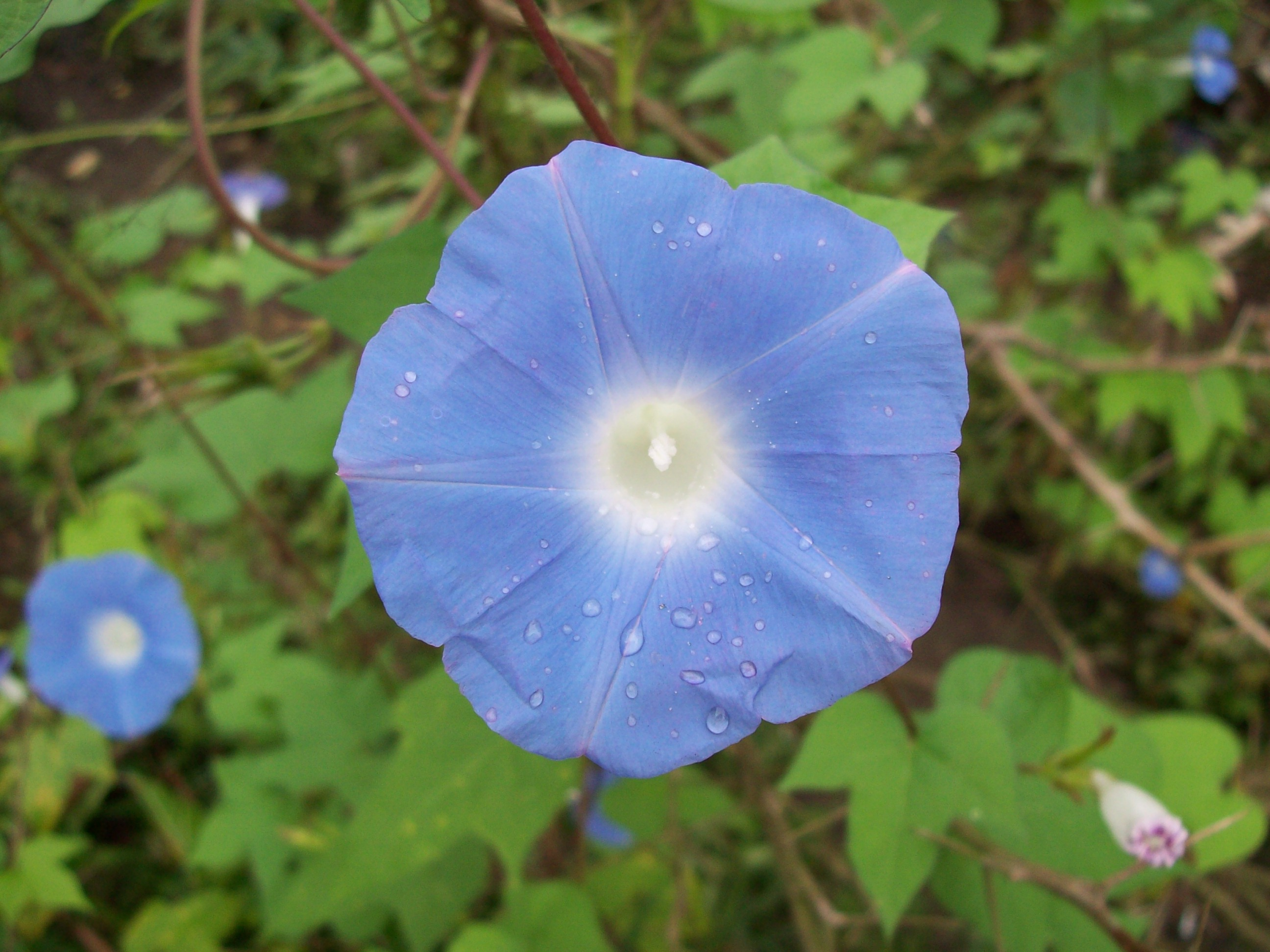
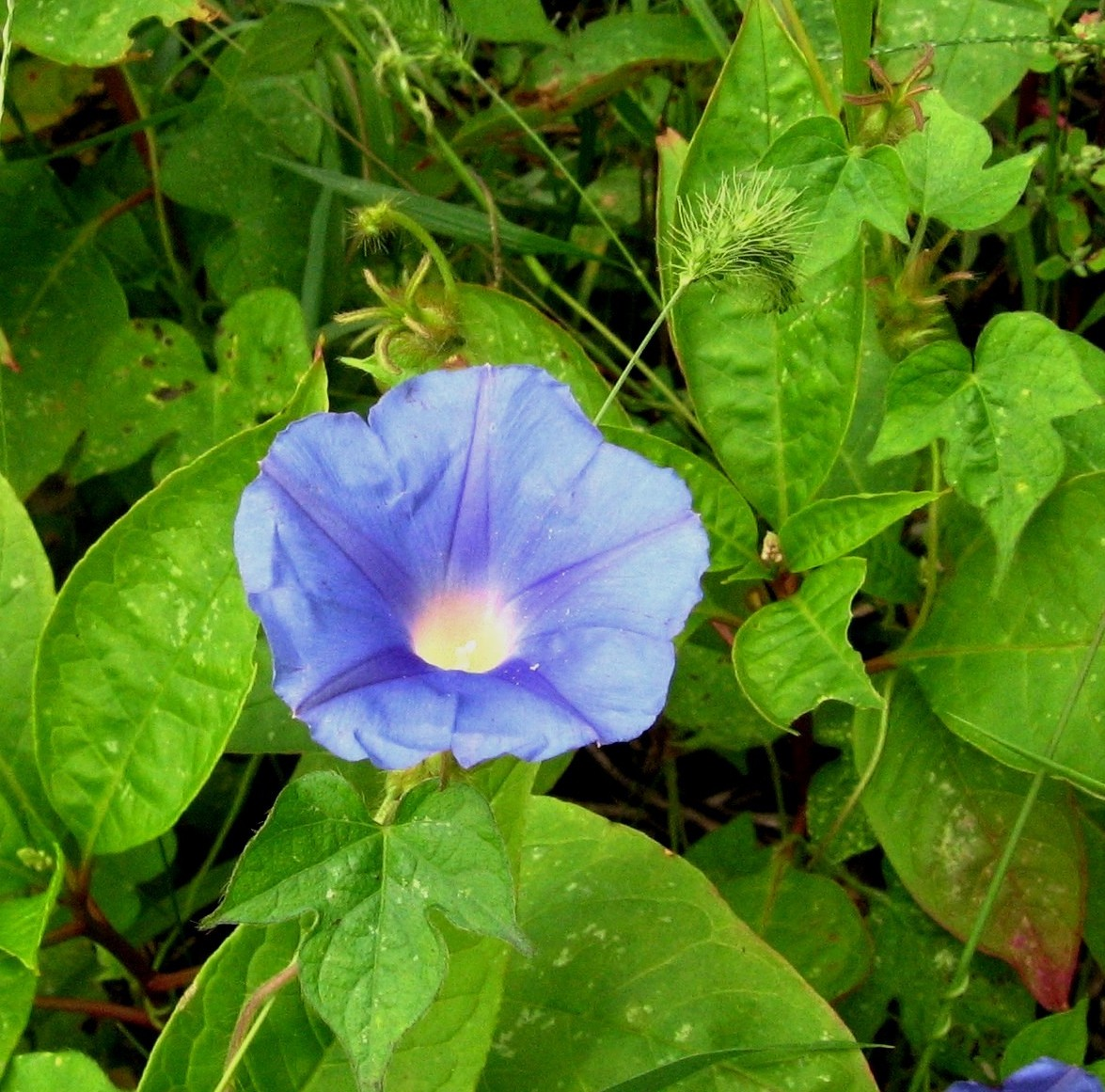
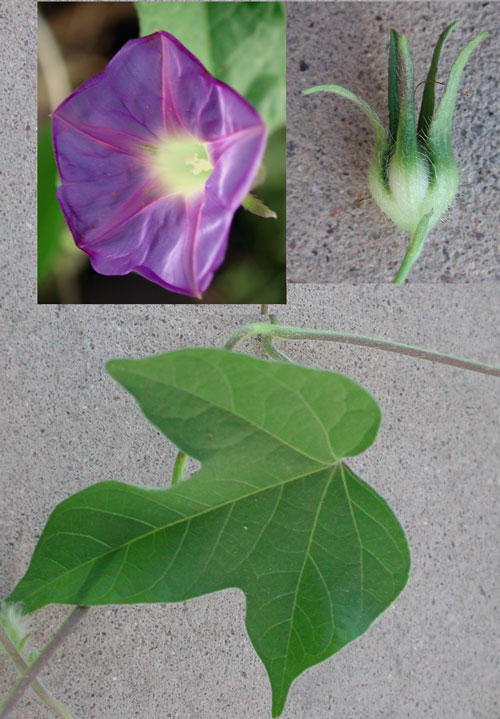
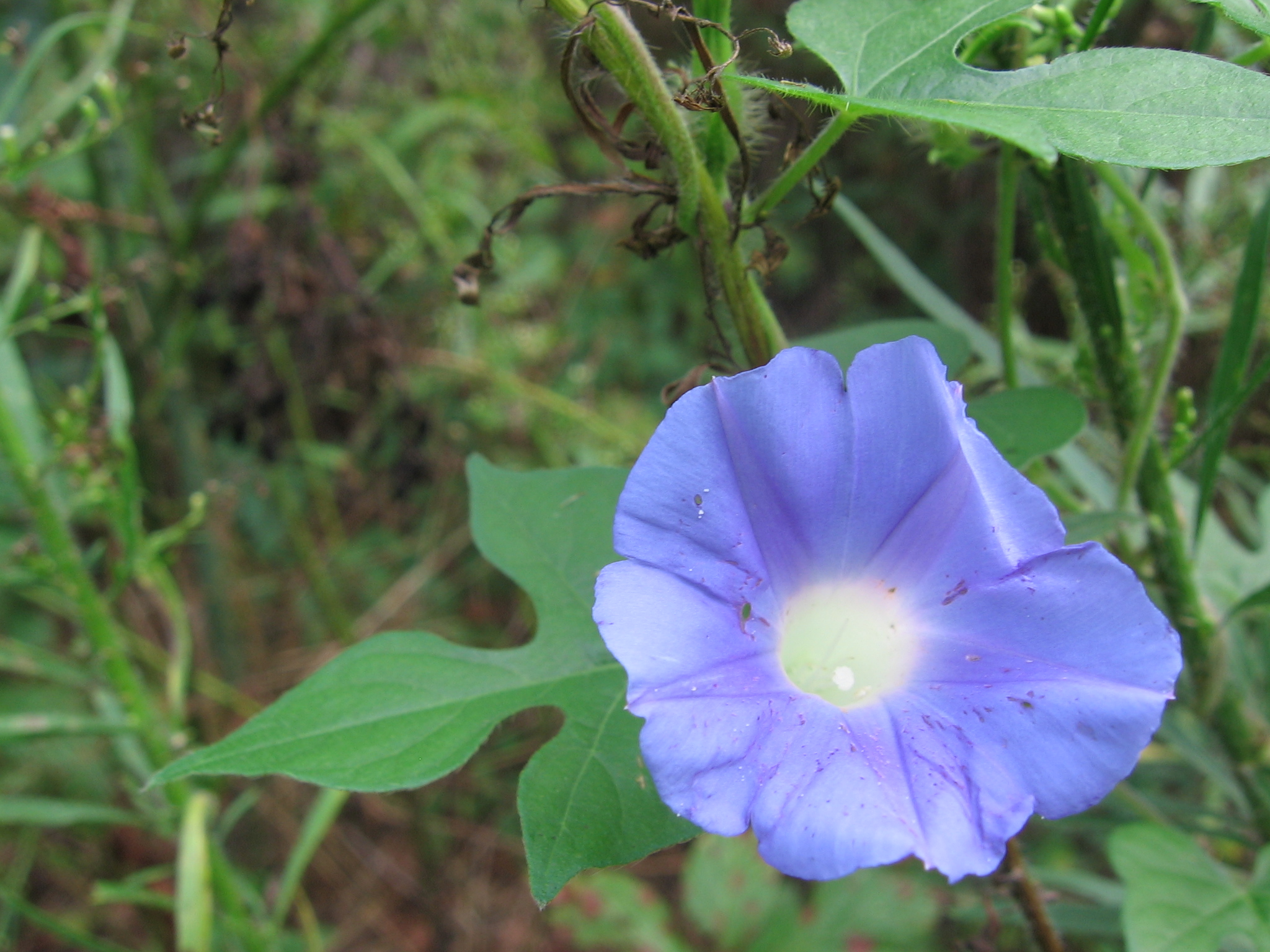